# What Else Is There?
What Else Is There? est le troisième single de l'album The Understanding du groupe de musique norvégien Röyksopp. La partie vocale est assurée par Karin Dreijer.
La chanson What Else Is There? a été répertoriée comme la 375e meilleure chanson des années 2000 par Pitchfork

## Cinéma
Le titre figure dans :
- En 2006, Cashback[4]
- En 2007, Meet Bill

## Télévision
- En 2006, dans Les Experts : Manhattan, épisode Train d'enfer (Murder Sings The Blues)
- En 2007, dans le premier épisode de Entourage